# Hadassah
Hadassah, oficialmente Hadassah, a Organização Sionista Feminina da América (em inglês:  Hadassah, The Women's Zionist Organization of America), é uma organização voluntária judaico-americana para mulheres. Fundada em 1912 por Henrietta Szold, atualmente é uma das maiores organizações judaicas, com 330.000 membros nos Estados Unidos.
Nos Estados Unidos, a organização defende em nome dos direitos das mulheres e autonomia religiosa e a diplomacia dos EUA-Israel. Em Israel apoia a educação, a iniciativa das mulheres, escolas e programas para jovens carentes.

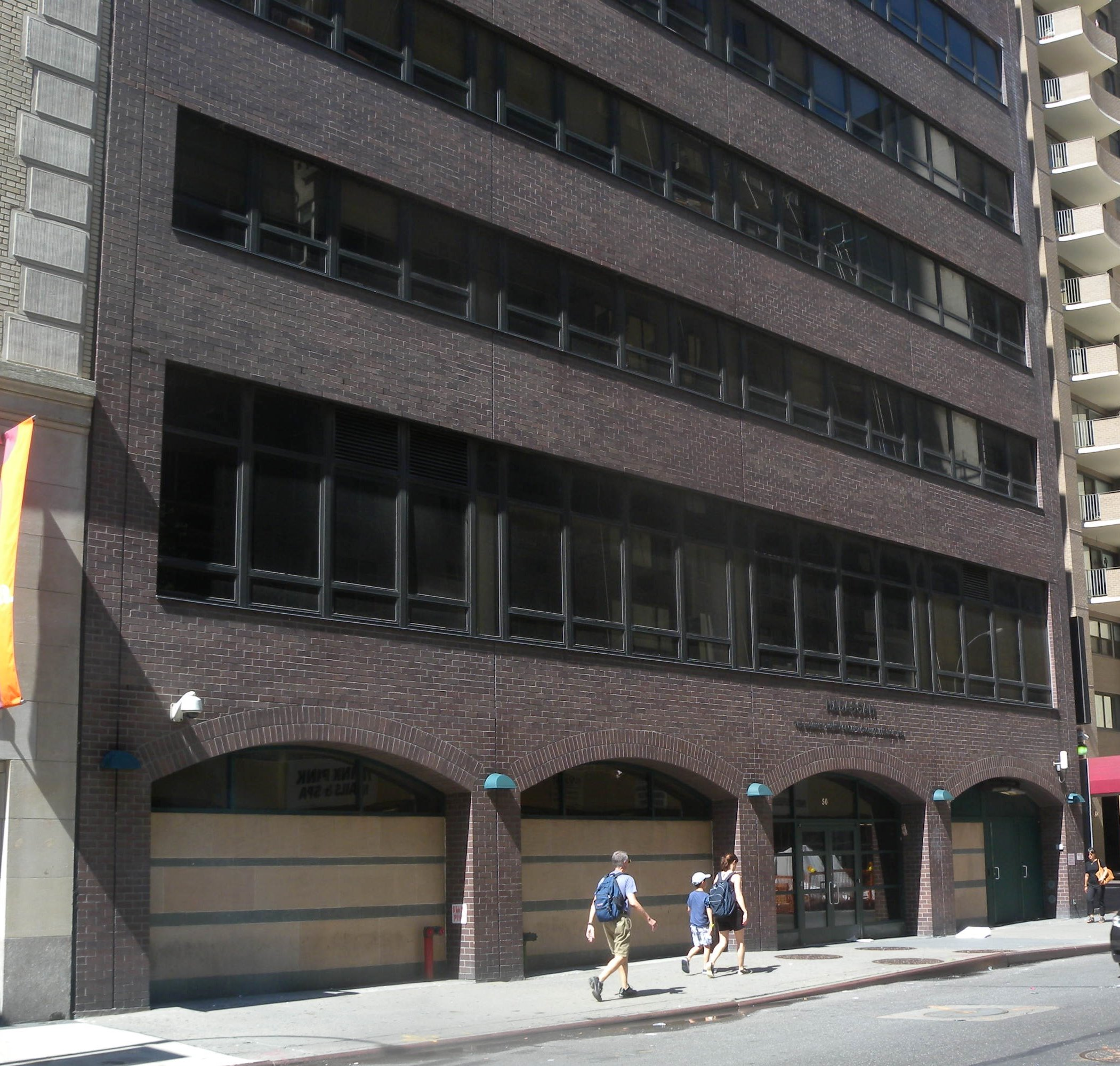
Antiga sede da Hadassah em Manhattan

Em 2012, Hadassah abriu o Sarah Wetsman Davidson Hospital Tower, com 20 salas de operação, incluindo cinco salas subterrâneas para proteção contra ataques terroristas.

## História
Em uma reunião no Temple Emanu-El, em Nova Iorque, em 24 de fevereiro de 1912, Henrietta Szold, juntamente com outras mulheres sionistas, propôs ao círculo de estudo expandir seu propósito e abraçar um trabalho proativo para ajudar e atender às necessidades de saúde de Povo da Palestina.
O objetivo era promover o ideal sionista através da educação, das iniciativas de saúde pública e do treinamento de enfermeiras naquela que era então a região palestina do Império Otomano.